# ホーリック (企業)
株式会社ホーリック（HORIC）は、東京都八王子市に所在するケーブルメーカー。

## 概要・沿革
HDMIケーブルやアンテナケーブルを初めとした各種ケーブル、各種アンテナパーツの生産から販売までを一貫して行う。
事業開始当初はフロッピーディスクやCD・CD-R包材用プラケースの企画を行っていた。PCハードウェア・ソフトウェア、サプライ品の輸入販売やOEM製品の製造を経て、2006年に自社ブランドでのHDMI関連製品の発売を開始すると知名度を上げた。2010年よりアンテナ関連製品の企画発売を開始。スマートフォン関連製品や皮下脂肪計等を取り扱っている時期もあった。
2007年に中国・広東省に工場を設立し、製品の生産を行っている。

## 現在の取扱い製品
- アンテナ関連（アンテナケーブル、分波器・分配器等）
- HDMI関連（HDMIケーブル、変換ケーブル・アダプタ等）

HDMIケーブルはやや太めだが、安くて品質が良く、コストパフォーマンス面で定評がある。
- DisplayPort関連（DisplayPortケーブル、変換ケーブル・アダプタ）
- DVI関連（DVIケーブル、変換ケーブル・アダプタ）
- USB関連（Type-Cケーブル、変換ケーブル・アダプタ）
- LAN関連（LANケーブル）
- RCAケーブル
- BNCケーブル